# Селезнёв, Владимир Евгеньевич
Влади́мир Евге́ньевич Селезнёв (30 апреля 1939 — 23 августа 2008, Москва) — советский боксёр, тренер. Призёр чемпионата СССР 1962 года.

## Биография
Родился 30 апреля 1939 года в Москве. Здесь вырос и окончил школу.
Мастер спорта СССР. Тренер по боксу. В активе своих спортивных достижений имел три победы над выдающимся советским боксёром, чемпионом Европы, многократным чемпионом СССР Андреем Абрамовым на чемпионатах Москвы, а также победу над чемпионом Европы и пятикратным чемпионом СССР Александром Изосимовым на чемпионате СССР.
В 1968 году под руководством В. Е. Селезнёва команда боксёров «Динамо» стала обладательницей кубка СССР. В её составе были: В. Запорожец, Р. Аваков, И. Вяльченков, А. Мельников, С. Трестин, В. Кошевин, В. Кудряков, А. Капитонов, А. Абдрахманов, А. Алексеев, В. Тераудс, В. Утешев, В. Жаров, В. Минаков, И. Илюк, Л. Крюк.
Наибольший вклад в развитие бокса в обществе «Динамо» и стране В. Е. Селезнёв внёс в период с 1969 по 1971 годы.

## Спортивные достижения
- Чемпионат СССР по боксу 1962 года —